# 宮城県道・福島県道104号川前梁川線
宮城県道・福島県道104号川前梁川線（みやぎけんどう・ふくしまけんどう104ごう かわまえやながわせん）は、宮城県伊具郡丸森町から福島県伊達市に至る一般県道である。

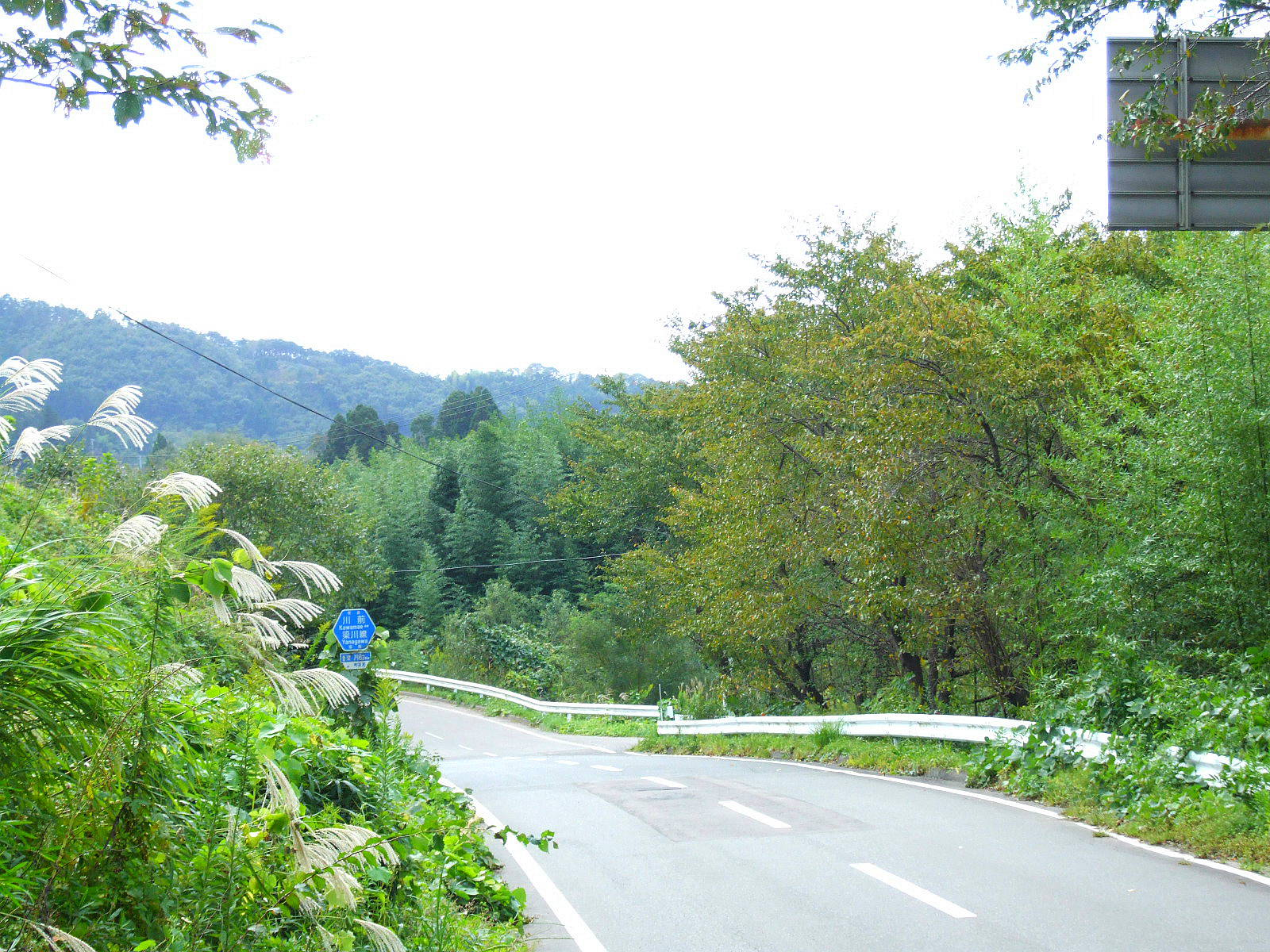
兜橋の南（伊達市、2006年10月）

## 概要
宮城県側では阿武隈川の左岸に沿い、福島県に入ってすぐに兜橋を渡って右岸を通る。宮城県は県道路線認定しているが全区間で国道349号と重複するので、104号の標識はない。かつては「兜の渡し」で阿武隈川を渡っていたが、1980年（昭和55年）に兜橋ができると渡し場は廃止になった。兜橋から舟生交差点までが単独区間で、阿武隈急行線の兜駅-富野駅間とほぼ並行している。

### 路線データ
- 起点：宮城県伊具郡丸森町耕野（国道349号重複区間上・宮城県道106号川前白石線起点に同じ）
- 終点：福島県伊達市梁川町舟生字寺下（宮城県道・福島県道101号丸森梁川線との交点）
- 総延長：- km（宮城県区間：- km・福島県区間：2.862 km[2]）
  - 実延長：2.862 km（宮城県区間：0.0 km：福島県区間：2.862 km[2]）
- 路線認定年月日：1959年8月31日（福島県区間）[3]

### 重用区間
- 国道349号（宮城県伊具郡丸森町耕野 - 福島県伊達市梁川町五十沢字切立）

### 道路施設
兜橋
樋の口橋
- 全長：27.1m
- 幅員：6.7m
- 竣工：1968年[4]

伊達市梁川町舟生字山岸にて一級水系阿武隈川水系山舟生川を渡る。橋上は上下対面通行で供用されているがセンターライン、歩道は設置されていない。

## 通過する自治体
- 宮城県
  - 伊具郡丸森町
- 福島県
  - 伊達市

## 接続・交差する路線
- 丸森町内
  - 国道349号 柴田町方面
- 伊達市内
  - 国道349号 水戸市方面（梁川町五十沢字切立）
  - 宮城県道・福島県道101号丸森梁川線（梁川町舟生字寺下 終点）